# Liste der Kulturdenkmäler in Neuwied
In der Liste der Kulturdenkmäler in Neuwied sind alle Kulturdenkmäler in der Kernstadt der rheinland-pfälzischen Stadt Neuwied und im ehemaligen Stadtteil Heddesdorf aufgeführt. Grundlage ist die Denkmalliste des Landes Rheinland-Pfalz (Stand: 9. Februar 2023).
Für die Kulturdenkmäler in den nicht zur Kernstadt gehörenden Stadtteilen von Neuwied siehe die Liste der Kulturdenkmäler in Neuwied (Außenbereiche).

## Denkmalzonen
| Bezeichnung                               | Lage | Baujahr                            | Beschreibung | Bild                           |
| ----------------------------------------- | --- | ---------------------------------- | --- | ------------------------------ |
| Denkmalzone Augustastraße                 | Augustastraße 2–14 (alle Nummern) Lage | um 1900                            | für die Stadterweiterung der Jahrhundertwende charakteristische geschlossene Zeile aus überwiegend zweigeschossigen Wohnhäusern; Fassadengliederung oft noch in spätklassizistischer Tradition, Einzelformen durchweg der Renaissance entlehnt | weitere Bilder Fotos hochladen |
| Denkmalzone Dierdorfer Straße             | Dierdorfer Straße 131–133 und 141–143, Von-Runkel-Platz 1 und 2 Lage | um 1920                            | zwei einheitlich gestaltete dreigeschossige Wohnblocks, um 1920; symmetrisch angeordnete, neuklassizistische Putzbauten | BW                             |
| Denkmalzone Eduard-Verhülsdonk-Straße     | Eduard-Verhülsdonk-Straße 14–28 (gerade Nummern) Lage | um 1905 bis um 1914                | geschlossene Wohnhauszeile aus acht abwechslungsreich gestalteten Putz- und Klinkerbauten, um 1905 bis um 1914 | weitere Bilder Fotos hochladen |
| Denkmalzone Gutenbergstraße               | Gutenbergstraße 30–36 (gerade Nummern), Engerser Landstraße 48, Reckstraße 11 Lage | um 1920                            | kleine Wohnsiedlung, um 1920; dreigeschossigen Walmdachbauten, weitgehend symmetrisch angelegt | BW                             |
| Denkmalzone Hahnenstraße                  | Hahnenstraße 2, 5, 7 und 10 Lage | 18. Jahrhundert                    | relativ dicht gereihte Gruppe aus vier kleineren Anwesen mit etwa gleich großen Wohnhäusern des 18. Jahrhunderts, Haus Nr. 5 verputzt, sonst weitgehend freiliegendes konstruktives Sichtfachwerk | BW                             |
| Denkmalzone Heddesdorfer Straße           | Heddesdorfer Straße 21–31 (ungerade Nummern) Lage | spätes 19. Jahrhundert             | eindrucksvolles Ensemble sechs überdurchschnittlich aufwändig gestalteter Wohnhäuser, größtenteils mit von bauzeitlichen Eisenzäunen eingefriedeten Vorgärten, spätes 19. Jahrhundert | BW                             |
| Denkmalzone Hermannstraße/Friedrichstraße | Hermannstraße 21–61 (ungerade Nummern), 32 und 34, Friedrichstraße 59–71 und 42–52, Friedrich-Siegert-Straße 1 Lage | 1850 bis 1900                      | nahezu geschlossener Bestand an Wohnhäusern zwischen 1850 und 1900, Straßenbild von beachtlicher Einheitlichkeit und seltener historischer Dichte; die Einzelbauten oft von guter architektonischer Qualität und äußerlich weitgehend unverändert, teilweise bei entsprechendem Erhaltungszustand des Inneren auch als Einzeldenkmäler zu bewerten; besterhaltener Teil der um die Mitte des 19. Jahrhunderts beginnenden Stadterweiterung | BW                             |
| Denkmalzone Herrnhuter Gottesacker        | Elisabethstraße Lage | ab 1794                            | Friedhof der Herrnhuter Brüdergemeine, ab 1794, flachliegende Grabsteine | BW                             |
| Denkmalzone Herrnhuter Viertel            | Engerser Straße 61–89 (ungerade Nummern), Friedrichstraße 28–34 und 39–49, Langendorfer Straße 168–190 (gerade Nummern), Pfarrstraße 34–48 (gerade Nummern), Wilhelmstraße 21–27 (ungerade Nummern) Lage                                              | zweite Hälfte des 18. Jahrhunderts | Wohnviertel der 1750 nach Neuwied zugezogenen Herrnhuter Brüdergemeine mit zwei unterschiedlich großen Baublocks, zweite Hälfte des 18. Jahrhunderts | weitere Bilder Fotos hochladen |
| Denkmalzone Hofgründchen                  | Hofgründchen 27–37 (ungerade Nummern) Lage | um 1905/10                         | geschlossene Zeile aus sechs unterschiedlich gestalteten Wohnhäusern in einer Mischung aus spätem Historismus und Reformarchitektur mit originellen Details, um 1905/10 | BW                             |
| Denkmalzone Kastellstraße/Beringstraße    | Kastellstraße 9–27 und 18–34, Beringstraße 26 und 28–33 Lage | um 1900                            | geschlossene Bebauung aus durchweg zweigeschossigen, unterschiedlich gestalteten, teilweise bis in die Details (Fenster, Türen, Hoftore usw.) erhaltenen Wohnhäusern, auf der Nordwestseite um 1900/05, auf der Südostseite um 1905/10 | BW                             |
| Denkmalzone Pfarrstraße                   | Pfarrstraße 64–70 und 93–101 Lage | um 1860/70                         | weitgehend ungestört erhaltener Abschnitt mit spätklassizistischen Wohnhäusern zu beiden Seiten der Straße, um 1860/70; zusammen mit der Denkmalzone Hermannstraße wichtiges Zeugnis für die Stadtentwicklung in der zweiten Hälfte des 19. Jahrhunderts | BW                             |
| Denkmalzone Schloss der Fürsten zu Wied   | Schloßstraße 1 und 3, Elfriede-Seppi-Straße 5 Lage | 1706                               | Schlossanlage, 1706 begonnen, Architekt Julius Ludwig Rothweil, 1748–56 unter Behagel von Adlerskron, Frankfurt, vollendet; Corps de logis, breitgelagerter Mansarddachbau, Mittelrisalit, 1707–13; Stuckatur 1714/15, Giovanni Battista Genone und Eugenio Castelli; Nebenentrakte 1707/1748–56, eingeschossiger siebenachsiger Mansarddachbau; dreiachsige Eckpavillons; Wachhäuschen, 1719/20; Eisengitter, 1887; ausgedehnter Schlosspark mit Fasanerie, zweistöckiger Pavillon | weitere Bilder Fotos hochladen |
| Denkmalzone Siedlung Sonnen- und Mondland | Engerser Landstraße 81–93 (ungerade Nummern) und 60–72 (gerade Nummern), Sonnenstraße 11–27 (ungerade Nummern), Reckstraße 23, 39 und 41, Blücherstraße 17–27 (ungerade Nummern), 22 und 24, Am guten Leitpfad 1–6 sowie An den Schweizerhäusern Lage | ab 1919                            | zwei-, auch dreigeschossige, im Sinne der Reformarchitektur durchweg traditionell gestaltete Mehrfamilienhäuser mit Walmdächern, teils freistehend, teils – in der Regel übereck – aneinandergebaut, 1919 nach einem preisgekrönten Konzept des Neuwieder Architekten Curt Karl Rüschhoff (1887–1969) errichtet, im Wesentlichen symmetrisch zu einer quer zur Engerser Landstraße verlaufenden Achse, die nur im südlichen Teil als Straße ausgebildet ist (Am guten Leitpfad), in der Mitte platzartiger, von der Landstraße durchschnittener Freiraum; in der nördlichen Hälfte Barackensiedlung aus zehn dreiseitig angeordneten eingeschossigen Holzbauten mit flachen Satteldächern, wohl kurz nach 1945 | weitere Bilder Fotos hochladen |

## Einzeldenkmäler
| Bezeichnung                                          | Lage                                                          | Baujahr                            | Beschreibung | Bild                           |
| ---------------------------------------------------- | ------------------------------------------------------------- | ---------------------------------- | --- | ------------------------------ |
| Villa                                                | Am Carmen-Sylva-Garten 4 Lage                                 | 1905                               | Villa, barockisierende Stuckdekoration, 1905 | Fotos hochladen                |
| Villa                                                | Am Schloßpark 2 Lage                                          | um 1905/10                         | repräsentative neubarocke Mansarddach-Villa, um 1905/10, ältere Einfriedung | BW                             |
| Wohnhaus                                             | Am Schloßpark 51 Lage                                         | um 1905                            | Wohnhaus, Putzbau, Jugendstileinfluss, um 1905 | Fotos hochladen                |
| Wohnhaus                                             | Am Schloßpark 53 Lage                                         | um 1905                            | Wohnhaus, historisierender klinkerverblendeter Bau, um 1905 | BW                             |
| Wohnhaus                                             | Augustastraße 26 Lage                                         | 1898                               | Wohnhaus, historisierender Bau mit zweifach gebrochener, klinkerverblendeter Fassade, bezeichnet 1898 | Fotos hochladen                |
| Wohnhaus                                             | Augustastraße 46 Lage                                         | 1898                               | Klinkerbau, Neurenaissance-Erker, bezeichnet 1898 | Fotos hochladen                |
| Wohnhaus                                             | Augustastraße 62 Lage                                         | um 1905                            | zweieinhalbgeschossiges Wohnhaus, gotisierende Formen, um 1905 | Fotos hochladen                |
| Wohnhaus                                             | Bahnhofstraße 14 Lage                                         | um 1880                            | viergeschossiger spätklassizistischer Putzbau mit historisierenden Einzelformen, um 1880 | BW                             |
| Wohn- und Geschäftshaus                              | Bahnhofstraße 15–19 Lage                                      | um 1910                            | repräsentatives Wohn- und Geschäftshaus; historisierender Putzbau, um 1910 | Fotos hochladen                |
| Wohnhaus                                             | Bahnhofstraße 21 Lage                                         | um 1870/80                         | dreigeschossiges, sechsachsiges Zeilenwohnhaus, spätklassizistisch mit historisierenden Einzelformen, um 1870/80 | BW                             |
| Wohnhaus                                             | Bahnhofstraße 23/23a Lage                                     | um 1905                            | dreigeschossiges Zeilendoppelwohnhaus, Jugendstileinfluss, um 1905 | Fotos hochladen                |
| Wohnhaus                                             | Bahnhofstraße 32 Lage                                         | um 1870                            | spätklassizistischer Putzbau, um 1870 | BW                             |
| Wohnhaus                                             | Bahnhofstraße 33 Lage                                         | um 1900                            | dreigeschossiges Wohnhaus, Neurenaissance, um 1900 | BW                             |
| Wohnhaus                                             | Bahnhofstraße 37 Lage                                         | um 1880                            | Klinkerbau, neugotischer Erker, um 1880 | BW                             |
| Wohn- und Geschäftshaus                              | Bahnhofstraße 70 Lage                                         | um 1900                            | stattliches dreigeschossiges Wohn- und Geschäftshaus, Mischformen aus Neuspätgotik und Neurenaissance, um 1900 | Fotos hochladen                |
| Wohnhaus                                             | Bahnhofstraße 73 Lage                                         | um 1920/30                         | stattliches zwei- bis dreigeschossiges Eckwohnhaus, Altan, | BW                             |
| Wohnhaus                                             | Beringstraße 26 Lage                                          |                                    | Zeilenwohnhaus | BW                             |
| Wohnhaus                                             | Beringstraße 28 Lage                                          |                                    | stattliches Eckwohnhaus | BW                             |
| Wohnhaus                                             | Bismarckstraße 1a Lage                                        | um 1905/10                         | Zeilenwohnhaus, Jugendstildekor, um 1905/10 | BW                             |
| Wohnhaus                                             | Bismarckstraße 13 Lage                                        | um 1900                            | repräsentativer Putzbau, Neurenaissance, um 1900 | BW                             |
| Katholische Pfarrkirche Heilig Kreuz                 | Blücherstraße 31 Lage                                         | um 1950/60                         | Saal mit vorgewölbter, verglaster Fassade, um 1950/60, freistehender Glockenturm eventuell jünger | weitere Bilder Fotos hochladen |
| Hochwasserschutzdeich                                | Deichstraße Lage                                              | 1928–31                            | 7,5 km langer Deich im Altstadtbereich, Quadermauerwerk mit bossierten und glatten Schichten, 1928–31, Architekt Walter Furthmann, Düsseldorf; gesamte Anlage einschließlich Toren, Pegelturm und Gasthaus „Deichkrone“ bis in die Details vollständig und unverändert erhalten | weitere Bilder Fotos hochladen |
| Wohnhaus                                             | Deichstraße 6/7 Lage                                          | um 1860/70                         | Doppelwohnhaus; Bruchsteinbau, teilweise verputzt, um 1860/70 | BW                             |
| Villa                                                | Deichstraße 22/23 Lage                                        | um 1860                            | repräsentative spätklassizistische Villa, um 1860 | Fotos hochladen                |
| Pfarrhaus                                            | Deichstraße 24 Lage                                           | Anfang des 20. Jahrhunderts        | ehemaliges Pfarrhaus (?); dreigeschossiger historisierender Putzbau auf Bruchsteinsockel, Anfang des 20. Jahrhunderts | Fotos hochladen                |
| Evangelische Pfarrkirche                             | Dierdorfer Straße Lage                                        | 1842/43                            | Saalbau, Mischformen aus Neuromanik und Klassizismus, 1842/43 | weitere Bilder Fotos hochladen |
| Villa                                                | Elisabethstraße 6 Lage                                        | um 1910/15                         | Mansarddach-Villa, um 1910/15 | BW                             |
| Wohnhaus                                             | Elisabethstraße 8 Lage                                        | um 1910/15                         | Putzbau, um 1910/15 | BW                             |
| Wohnhaus                                             | Elisabethstraße 10 Lage                                       | um 1910/15                         | Mansarddachbau, Reformarchitektur, um 1910/15 | BW                             |
| Wohnhaus                                             | Elisabethstraße 12 Lage                                       | um 1910                            | Mansarddachbau, Reformarchitektur, um 1910 | BW                             |
| Wohnhaus                                             | Elisabethstraße 14 Lage                                       | um 1910                            | Mansarddachbau, Reformarchitektur, um 1910 | BW                             |
| Schulhaus                                            | Elisabethstraße 48 Lage                                       | 1900                               | Landesschule für Gehörlose und Schwerhörige Neuwied; Schule, stattlicher Klinkerbau, teilweise verputzt, 1900 | Fotos hochladen                |
| Krankenhaus                                          | Engerser Landstraße 35 Lage                                   | Ende des 19. Jahrhunderts          | Krankenhaus; in den ältesten Teilen wohl vom Ende des 19. Jahrhunderts (neugotische Kapelle) | BW                             |
| Evangelische Marktkirche                             | Engerser Straße, Marktstraße Lage                             | 1882–84                            | neufrühgotische Emporenhalle, Bruchstein, 1882–84; Gesamtanlage mit Pfarrhaus (Pfarrer-Werner-Mörchen-Straße 1) und evangelischem Gemeindehaus (Engerser Straße 34) | weitere Bilder Fotos hochladen |
| Wohn- und Geschäftshaus                              | Engerser Straße 12 Lage                                       | Mitte des 19. Jahrhunderts         | dreigeschossiges spätklassizistisches Zeilenwohn- und Geschäftshaus, Mitte des 19. Jahrhunderts | Fotos hochladen                |
| Wohn- und Geschäftshaus                              | Engerser Straße 18 Lage                                       | um 1900                            | dreigeschossiges späthistoristisches Zeilenwohn- und Geschäftshaus, um 1900 | Fotos hochladen                |
| Wohn- und Geschäftshaus                              | Engerser Straße 42 Lage                                       |                                    | zweieinhalbgeschossiges Wohn- und Geschäftshaus | Fotos hochladen                |
| Wohn- und Geschäftshaus                              | Engerser Straße 51 Lage                                       | zweite Hälfte des 19. Jahrhunderts | schmales dreigeschossiges spätklassizistisches Zeilenwohn- und Geschäftshaus, zweite Hälfte des 19. Jahrhunderts | Fotos hochladen                |
| Wohn- und Geschäftshaus                              | Engerser Straße 59 Lage                                       | um 1820/30                         | dreigeschossiges klassizistisches Wohn- und Geschäftshaus, um 1820/30 | BW                             |
| Wohnhaus                                             | Engerser Straße 65 Lage                                       | 1746                               | Mansarddachbau, 1746 | Fotos hochladen                |
| Wohn- und Geschäftshaus                              | Engerser Straße 68 Lage                                       | 1781                               | Eckwohn- und Geschäftshaus, 1781 | Fotos hochladen                |
| Wohnhaus                                             | Engerser Straße 92, Wilhelmstraße 49 Lage                     | zweite Hälfte des 19. Jahrhunderts | Doppelwohnhaus; Backsteinbau, zweite Hälfte des 19. Jahrhunderts | Fotos hochladen                |
| Wohnhaus                                             | Engerser Straße 93 Lage                                       | um 1905                            | Wohnhaus, späthistoristischer Putzbau, Fachwerk- und Schieferflächen, um 1905 | BW                             |
| Wohnhaus                                             | Friedrich-Ebert-Straße 4/6 Lage                               | um 1905                            | Doppelwohnhaus; Putzbau, Fachwerkflächen und Stuckdekoration, um 1905 | Fotos hochladen                |
| Villa                                                | Friedrich-Ebert-Straße 36 Lage                                | um 1920                            | Mansardwalmdach-Villa, Reformarchitektur, um 1920 | Fotos hochladen                |
| Villa                                                | Friedrich-Ebert-Straße 38 Lage                                | um 1920                            | Mansardwalmdach-Villa, Reformarchitektur, um 1920 | Fotos hochladen                |
| Schulhaus                                            | Friedrich-Siegert-Straße 1, Hermannstraße 53/55 Lage          | 1891                               | Schule; Komplex aus Zweiflügelbau, bezeichnet 1891, und fünfachsigem Bau, bezeichnet 1891, zweifarbige Klinkerfassaden | BW                             |
| Wohnhaus                                             | Friedrich-Siegert-Straße 2/4 Lage                             | um 1890                            | Doppelwohnhaus, zweifarbige Klinkerverblendung, um 1890 | BW                             |
| Gasthaus                                             | Friedrichstraße 12 Lage                                       | Ende des 19. Jahrhunderts          | ehemaliges Gasthaus; Klinkerfassade, Ende des 19. Jahrhunderts, im Kern eventuell älter | BW                             |
| Wohnhaus                                             | Friedrichstraße 24 Lage                                       |                                    | wohl Neubau nach altem Vorbild | BW                             |
| Gemeindesaal der Herrnhuter Brüdergemeine            | Friedrichstraße, zwischen Nr. 30 und 32 Lage                  | 1783–85                            | vierachsiger Walmdachbau in der Häuserzeile, 1783–85 | weitere Bilder Fotos hochladen |
| Lebensmittelfachschule                               | Friedrichstraße 36/38 Lage                                    | 1870                               | ehemalige Knabenanstalt der Brüdergemeine; viergeschossiger Mittelteil, dreigeschossige Seitenflügel, Basaltlavafassade, 1870; Gesamtanlage mit Nebengebäuden und straßenseitiger Hofmauer                                                                                      | Fotos hochladen                |
| Seniorenwohnheim                                     | Friedrichstraße 39, Engerser Straße 71 Lage                   | 1759                               | ehemaliges Chorhaus der ledigen Schwestern der Herrnhuter Brüdergemeine; stattlicher zweiflügliger Mansarddachbau, 1759 | weitere Bilder Fotos hochladen |
| Gemeinhaus der Herrnhuter Brüdergemeine              | Friedrichstraße 41/43 Lage                                    | 1758                               | Mansarddachbau, 1758 | weitere Bilder Fotos hochladen |
| Wohnhaus                                             | Friedrichstraße 50 Lage                                       | um 1870/80                         | Eckwohnhaus, dreigeschossiger spätklassizistischer Putzbau, um 1870/80 | Fotos hochladen                |
| Wohnhaus                                             | Friedrichstraße 71 Lage                                       | um 1880                            | Eckwohnhaus, dreigeschossiger spätklassizistischer Klinkerbau, um 1880 | BW                             |
| Schulhaus                                            | Gustav-Stresemann-Straße 10 und 11 Lage                       | 1874                               | ehemalige Schule (?); Nr. 10: spätklassizistischer Bruchstein-Baukomplex, bezeichnet 1874, Nr. 11: wenig jüngerer dreigeschossiger Nachbarbau | BW                             |
| Wohnhaus                                             | Hahnenstraße 7 Lage                                           | um 1800                            | Fachwerkhaus, teilweise massiv, wohl um 1800, rückwärtig im 19. Jahrhundert erneuert oder verlängert | BW                             |
| Katholische Pfarrkirche St. Matthias                 | Heddesdorfer Straße Lage                                      | 1898–1901                          | neuspätgotische Hallenkirche, Tuff und Sandstein, 1898–1901 | weitere Bilder Fotos hochladen |
| Wohn- und Geschäftshaus                              | Heddesdorfer Straße 3 Lage                                    | Ende des 19. Jahrhunderts          | Wohn- und Geschäftshaus; repräsentativer Mansarddachbau, Ende des 19. Jahrhunderts | BW                             |
| Villa                                                | Heddesdorfer Straße 10 Lage                                   | um 1850                            | spätklassizistische Walmdach-Villa, um 1850; Gesamtanlage mit Garten und straßenseitiger Einfriedung | BW                             |
| Wohnhaus                                             | Heddesdorfer Straße 14 Lage                                   | um 1860                            | Wohnhaus, repräsentativer spätklassizistischer Basaltsteinbau, um 1860 | BW                             |
| Wohnhaus                                             | Heddesdorfer Straße 16 Lage                                   | um 1860                            | Wohnhaus, ursprünglich spätklassizistisch, Pendant zu Haus Nr. 18, um 1910 im Sinne des Jugendstils überformt | BW                             |
| Wohnhaus                                             | Heddesdorfer Straße 18 Lage                                   | um 1860                            | spätklassizistisches Wohnhaus der ehemaligen Glasfabrik, um 1860 | BW                             |
| Wohnhaus                                             | Heddesdorfer Straße 21 Lage                                   | um 1890/90                         | Wohnhaus, Klinkerbau, Neurenaissance, um 1890/90 | BW                             |
| Verwaltungsgebäude der Glasfabrik                    | Heddesdorfer Straße 22 Lage                                   | um 1860                            | Verwaltungsgebäude der ehemaligen Glasfabrik; zehnachsiger spätklassizistischer Krüppelwalmdachbau, um 1860 | BW                             |
| Wohnhaus                                             | Heddesdorfer Straße 31 Lage                                   | um 1900                            | Klinkerbau, Neurenaissance, um 1900 | BW                             |
| Verwaltungsgebäude                                   | Heddesdorfer Straße 35 Lage                                   | 1853 und 1886                      | ehemaliges Wohnhaus; zehnachsiger spätklassizistischer Bruchsteinbau, 1853 und 1886 | Fotos hochladen                |
| Wohnhaus                                             | Heddesdorfer Straße 42 Lage                                   | 1905                               | Wohnhaus, Putzbau, Jugendstil, bezeichnet 1905 | BW                             |
| Gasthaus Storchen                                    | Heddesdorfer Straße 54 Lage                                   | 1900                               | gotisierende Klinkerfassade, bezeichnet 1900 | BW                             |
| Wohnhaus                                             | Hermannstraße 1/3 Lage                                        | um 1860/70                         | Doppelwohnhaus; klassizistischer Bruchsteinbau, wohl um 1860/70 | BW                             |
| Wohnhaus                                             | Hermannstraße 17 Lage                                         | Ende des 19. Jahrhunderts          | Wohnhaus, Ende des 19. Jahrhunderts | BW                             |
| Wohnhaus                                             | Hermannstraße 21 Lage                                         | um 1900                            | historisierendes Wohnhaus, um 1900; Gesamtanlage mit Nebengebäude | BW                             |
| Wohnhaus                                             | Hermannstraße 25 Lage                                         | um 1900                            | späthistoristisches Wohnhaus | BW                             |
| Wohnhaus                                             | Hermannstraße 27 Lage                                         | um 1870/80                         | Zeilenwohnhaus, Basaltlava, um 1870/80, Zwerchhaus um 1910 | BW                             |
| Amtsgericht Neuwied                                  | Hermannstraße 39 Lage                                         | 1854 ff.                           | dreiflügliger, dreigeschossiger Putzbau, Rundbogenstil, 1854 ff., Umbau und Erweiterung 1935 | Fotos hochladen                |
| Wohnhaus                                             | Hermannstraße 51 Lage                                         | um 1870/80                         | spätklassizistischer Putzbau, um 1870/80; straßenraumprägend | BW                             |
| Wohnhaus                                             | Hermannstraße 60 Lage                                         | Ende des 19. Jahrhunderts          | dreiachsiges späthistoristisches Wohnhaus, Ende des 19. Jahrhunderts (nach dem Zweiten Weltkrieg aufgestockt) | BW                             |
| Wohnhaus                                             | Hermannstraße 62 Lage                                         | um 1880/90                         | ursprünglich dreiachsiges Wohnhaus mit eingeschossigem, zweiachsigem Anbau, um 1880/90, jüngere Erweiterung und Aufstockung in gleicher Formensprache | BW                             |
| Villa                                                | Hermannstraße 64 Lage                                         | um 1850/60                         | zweieinhalbgeschossige spätklassizistische Villa, um 1850/60, Umbau und Erweiterung um 1910 | BW                             |
| Wohnhaus                                             | Hofgründchen 11 Lage                                          | um 1910                            | Zeilenwohnhaus, Jugendstil, bauzeitliche Farbverglasung, um 1910 | BW                             |
| Fürstlich wiedische Oberförsterei                    | Hofgründchen 43 Lage                                          | um 1900/05                         | ehemalige fürstlich wiedische Oberförsterei; späthistoristische Villa, teilweise Zierfachwerk, um 1900/05 | BW                             |
| Wohnhäuser                                           | Hofgründchen 47/49/51 Lage                                    | 1912                               | wohl einheitlich entstandener Komplex aus drei Mansarddachbauten, Hoftor bezeichnet 1912 | BW                             |
| Rhein-Wied-Gymnasium Neuwied                         | Im Weidchen 2 Lage                                            |                                    | ehemaliges städtisches Lyzeum und Oberlyzeum; dreigeschossiger Walmdachbau, zweiflügliger Seitenbau, Treppenturm, 1912; Gesamtanlage mit ehemaligem Schulhof und Umfassungsmauer                                                                                                | weitere Bilder Fotos hochladen |
| Alter Friedhof                                       | Julius-Remy-Straße Lage                                       | 1783                               | 1783 angelegtes Areal, Grabmäler des frühen 19. Jahrhunderts | BW                             |
| Wohnhaus                                             | Kirchplatz 1 Lage                                             | 1675                               | verputztes Fachwerkhaus, angeblich von 1675, eventuell älter | BW                             |
| Wohn- und Geschäftshaus                              | Kirchstraße 56 Lage                                           | 17. oder 18. Jahrhundert           | Wohn- und Geschäftshaus; barocker Putzbau, Hauseingang und Balkon aus dem 19. Jahrhundert | BW                             |
| Bürohaus                                             | Krankenhausweg 4 Lage                                         | um 1890/90                         | historisierendes Bürohaus des Neuwieder Architekten Hermann, bauliche Einheit mit Heddesdorfer Straße 21 | BW                             |
| Haus Heddesdorf                                      | Landratsgarten 21 Lage                                        | 1740                               | neunachsiger Mansarddachbau, 1740; Gesamtanlage mit Garten, straßenseitiger Einfriedung, Nebengebäude am westlichen Grundstücksende | Fotos hochladen                |
| Ofenfabrik und Kellerei der Herrnhuter Brüdergemeine | Langendorfer Straße 151 Lage                                  | 1868                               | ehemalige Ofenfabrik und Kellerei der Herrnhuter Brüdergemeine, 1868 | Fotos hochladen                |
| Umspannstation                                       | Langendorfer Straße, Ecke Alte Andernacher Straße Lage        | um 1920/30                         | eingeschossiger Zeltdachbau, von Pfeilern getragener Umgang, um 1920/30 | weitere Bilder Fotos hochladen |
| Wohn- und Gasthaus                                   | Marktstraße 5 Lage                                            | erste Hälfte des 19. Jahrhunderts  | Wohn- und Gasthaus; zweiflügliger klassizistischer Putzbau, erste Hälfte des 19. Jahrhunderts | BW                             |
| Wohn- und Geschäftshaus                              | Marktstraße 11 Lage                                           | Mitte des 19. Jahrhunderts         | Wohn- und Geschäftshaus, zweigeschossiger Bau mit Werksteinfassade in klassizistischen Formen, Mitte des 19. Jahrhunderts | BW                             |
| Wohn- und Gasthaus                                   | Marktstraße 12 Lage                                           | Mitte des 18. Jahrhunderts         | Wohn- und Gasthaus; barocker Mansarddachbau, Mitte des 18. Jahrhunderts, rückwärtig stattlicher dreieinhalbgeschossiger Seitenflügel, nach der Mitte des 19. Jahrhunderts | BW                             |
| Wohn- und Geschäftshaus                              | Marktstraße 19 Lage                                           | 1904                               | Wohn- und Geschäftshaus; dreigeschossiger späthistoristischer Putzbau, bezeichnet 1904 | BW                             |
| Wohnhaus                                             | Marktstraße 45 Lage                                           | Anfang des 20. Jahrhunderts        | Wohn- und Geschäftshaus; dreigeschossiger barockisierender Putzbau, dreigeschossiges Zwerchhaus, Anfang des 20. Jahrhunderts | BW                             |
| Wohn- und Geschäftshaus                              | Marktstraße 49 Lage                                           | Mitte des 19. Jahrhunderts         | Wohn- und Geschäftshaus; dreigeschossiger Zeilenbau, Mitte des 19. Jahrhunderts | BW                             |
| Wohn- und Geschäftshaus                              | Marktstraße 76 Lage                                           | 1886                               | Wohn- und Geschäftshaus; Putzbau, Neurenaissance, bezeichnet 1886, Stufengiebel nach 1908 | BW                             |
| Städtische Badeanstalt Neuwied                       | Marktstraße 81/83 Lage                                        | 1907/08                            | ehemaliges Hallenbad, 1907/08 | Fotos hochladen                |
| Wohnhaus                                             | Marktstraße 88 Lage                                           | um 1900                            | villenartiges Wohnhaus; Klinkerbau, um 1900 | BW                             |
| Wohnhaus                                             | Marktstraße 109 Lage                                          | Ende des 19. Jahrhunderts          | Wohnhaus, Mansarddachbau, Ende des 19. Jahrhunderts | BW                             |
| Altes Zollhaus                                       | Mittelstraße 4 Lage                                           | 1696                               | Massivbau mit gekuppelten Fenstern, bezeichnet 1696, Haustür um 1760/70 | Fotos hochladen                |
| Wohn- und Geschäftshaus                              | Mittelstraße 10 Lage                                          | zweite Hälfte des 19. Jahrhunderts | spätklassizistisch gegliedertes dreigeschossiges Eckwohn- und Geschäftshaus, zweite Hälfte des 19. Jahrhunderts | BW                             |
| Wohnhaus                                             | Mittelstraße 14 Lage                                          | um 1860/70                         | dreigeschossiger spätklassizistischer Putzbau, um 1860/70 | BW                             |
| Wohn- und Geschäftshaus                              | Mittelstraße 30 Lage                                          | um 1890                            | viergeschossiges Wohn- und Geschäftshaus, Neurenaissance, um 1890 | BW                             |
| Schlachthof                                          | Museumstraße 8 und 10a Lage                                   | 1888                               | ehemaliger Schlachthof; Direktorenvilla, bezeichnet 1888; Gesamtanlage mit eingeschossiger Haupthalle und Wasserturm | BW                             |
| Wohnhaus                                             | Museumstraße 30 Lage                                          | 1906                               | Wohnhaus; gotisierender Putzbau, bezeichnet 1906 | BW                             |
| Villa                                                | Peter-Hauprich-Weg 3 Lage                                     | um 1900                            | Villa; historisierender Putzbau, um 1900 | BW                             |
| Wohnhaus                                             | Peter-Siemeister-Straße 12 Lage                               | 18. Jahrhundert                    | Fachwerkhaus, teilweise massiv, 18. Jahrhundert, im 19. Jahrhundert erweitert und erhöht | BW                             |
| Wohnhaus                                             | Peter-Siemeister-Straße 18 Lage                               | 18. Jahrhundert                    | Fachwerkhaus, teilweise massiv, 18. Jahrhundert, rückwärtig verlängert | BW                             |
| Wohn- und Geschäftshaus                              | Pfarrer-Werner-Mörchen-Straße 2 Lage                          | um 1850                            | dreigeschossiges klassizistisches Wohn- und Geschäftshaus, um 1850 | Fotos hochladen                |
| Rathaus                                              | Pfarrstraße 8 Lage                                            | 1740                               | dreigeschossiger Walmdachbau, 1740, Putzfassade 1912 klassizistisch überformt | Fotos hochladen                |
| Moselhaus                                            | Pfarrstraße 10, Kirchstraße 45 Lage                           | zweite Hälfte des 18. Jahrhunderts | stattlicher Mansarddachbau, zweite Hälfte des 18. Jahrhunderts (1778?) | BW                             |
| Wohnhaus                                             | Pfarrstraße 16 Lage                                           | 1775                               | Wohnhaus des Fürstlich Wiedischen Hofmalers Johann Juncker; sechsachsiger Mansarddachbau, 1775 | Fotos hochladen                |
| Wohnhaus                                             | Pfarrstraße 26 Lage                                           | zweite Hälfte des 19. Jahrhunderts | dreigeschossiges Zeilenwohnhaus, sechsachsige Werksteinfassade, Basaltlava, zweite Hälfte des 19. Jahrhunderts | BW                             |
| Wohnhaus                                             | Pfarrstraße 40 Lage                                           | 1771                               | Wohnhaus im Herrnhuter Viertel, 1771, Fassade mit Basaltplatten verkleidet, rechtwinkliger Anbau von 1903 | BW                             |
| Roentgenhaus                                         | Pfarrstraße 47–53 Lage                                        | 1774                               | siebenachsiger Mansarddachbau, Nebengebäude, 1774 | weitere Bilder Fotos hochladen |
| Wohnhaus                                             | Pfarrstraße 48 Lage                                           | 1909                               | repräsentatives dreigeschossiges Zeilenwohnhaus, historisierender Stuckdekor, 1909 | BW                             |
| Wohnhaus                                             | Pfarrstraße 57 Lage                                           | um 1775                            | Wohnhaus, sechsachsiger barocker Mansarddachbau, um 1775 | BW                             |
| Wohnhaus                                             | Pfarrstraße 101 Lage                                          | vor 1900                           | vierachsiges Zeilenwohnhaus, heutiges Erscheinungsbild vom Anfang des 20. Jahrhunderts, im Kern wohl älter | BW                             |
| Raiffeisendenkmal                                    | Raiffeisenplatz Lage                                          | 1902                               | Raiffeisendenkmal, 1902, Bildhauer Arnold Künne, Berlin | Fotos hochladen                |
| Siedlung Raiffeisenplatz                             | Raiffeisenplatz 1–5, 7, Museumstraße 44 Lage                  | um 1920/30                         | kleine Siedlung aus sieben Mehrfamilienhäusern; Putzbauten, um 1920/30 | BW                             |
| Roentgenmuseum                                       | Raiffeisenplatz 1a Lage                                       | 1928                               | früher Kreismuseum; dreigeschossiger kubischer Putzbau in klassizistischen Formen, 1928, Architekten Heinrich Mattar und Eduard Scheler, Köln/Linz; Gesamtanlage mit Garten und straßenseitigen Einfriedungen                                                                   | weitere Bilder Fotos hochladen |
| Wohnhaus                                             | Rheinstraße 2 Lage                                            | 17. oder 18. Jahrhundert           | Zeilenwohnhaus, teilweise mit Fachwerk wohl aus dem 17. oder 18. Jahrhundert | BW                             |
| Wohnhaus                                             | Rheinstraße 6 Lage                                            | um 1900                            | Wohnhaus, späthistoristischer Klinkerbau, nur teilweise | BW                             |
| Wohn- und Geschäftshaus                              | Rheinstraße 11, Mittelstraße 3/5 Lage                         | um 1905/10                         | dreigeschossiges Wohn- und Geschäftshaus, Stuckdekor, um 1905/10 | BW                             |
| Wohnhaus                                             | Rheinstraße 18 Lage                                           | um 1680/90                         | Zeilenwohnhaus, angeblich um 1680/90, 1792/94 klassizistisch überformt | BW                             |
| Altes Brauhaus                                       | Rheinstraße 19 Lage                                           | 1694                               | Fachwerkbau, teilweise massiv, bezeichnet 1694 | Fotos hochladen                |
| Wohnhaus                                             | Rheinstraße 22 Lage                                           | um 1770                            | Zeilenwohnhaus, um 1770 | BW                             |
| Wohnhaus                                             | Rheinstraße 24 Lage                                           | 17. oder 18. Jahrhundert           | fünfachsiges Fachwerkhaus, verputzt, wohl aus dem 17. oder 18. Jahrhundert | BW                             |
| Wohnhaus                                             | Rheinstraße 36 Lage                                           | zweite Hälfte des 18. Jahrhunderts | fünfachsiger Putzbau, zweite Hälfte des 18. Jahrhunderts | BW                             |
| Wohnhaus                                             | Rheinstraße 38 Lage                                           | 1699                               | Wohnhaus, Putzbau, bezeichnet 1699 | BW                             |
| Wohnhaus                                             | Rheinstraße 40 Lage                                           | 18. Jahrhundert                    | Fassade eines barocken Wohnhauses mit Basalt-Freitreppe, 18. Jahrhundert | BW                             |
| Wohnhaus                                             | Rheinstraße 44 Lage                                           | Ende des 19. Jahrhunderts          | Eckwohnhaus, repräsentativer Putzbau, Stuckdekoration, Ende des 19. Jahrhunderts | Fotos hochladen                |
| Wohnhaus                                             | Rheinstraße 61 Lage                                           | um 1905                            | schmales Zeilenwohnhaus, Jugendstil, um 1905 | Fotos hochladen                |
| Wohnhaus                                             | Rheinstraße 67 Lage                                           | um 1905                            | Wohnhaus, repräsentativer dreigeschossiger Putzbau, barockisierender Stuckdekor, um 1905 | BW                             |
| Wohnhaus                                             | Rheinstraße 71 Lage                                           | Anfang des 20. Jahrhunderts        | Wohnhaus, dreigeschossiger historisierender Putzbau, Anfang des 20. Jahrhunderts | BW                             |
| Wohnhaus                                             | Rheinstraße 73 Lage                                           | Anfang des 20. Jahrhunderts        | Wohnhaus, Putzbau, Anfang des 20. Jahrhunderts | BW                             |
| Kenotaph des David Roentgen                          | Roentgenstraße, am Nordeingang des städtischen Friedhofs Lage |                                    | Kenotaph des David Roentgen, bezeichnet 1807 | Fotos hochladen                |
| Kriegerdenkmal                                       | Roentgenstraße, auf dem Friedhof Lage                         | um 1920                            | Kriegerdenkmal 1914/18 | Fotos hochladen                |
| Wohnhaus                                             | Scharnhorststraße 6 Lage                                      | um 1900                            | dreiachsiges Wohnhaus mit Backsteinfassade, um 1900 | BW                             |
| Städtische Galerie                                   | Schloßstraße 2 Lage                                           | 1768                               | quadratischer Saalbau, 1768, mit Pfarrhaus unter gemeinsamen Mansarddach; Nebeneingang an der Deichstraße bezeichnet 1775 | Fotos hochladen                |
| Wohnhaus                                             | Schloßstraße 4–6 Lage                                         | um 1770/80                         | Fassadenteile, um 1770/80 und fortgeschrittenes 19. Jahrhundert | BW                             |
| Wohnhaus                                             | Schloßstraße 10 Lage                                          | Anfang des 19. Jahrhunderts        | Putzbau, Anfang des 19. Jahrhunderts | BW                             |
| Wohn- und Geschäftshaus                              | Schloßstraße 18 Lage                                          | erste Hälfte des 19. Jahrhunderts  | Zeilenwohn- und Geschäftshaus; fünfachsiger klassizistischer Putzbau, erste Hälfte des 19. Jahrhunderts | BW                             |
| Wohnhaus                                             | Schloßstraße 19 Lage                                          | Ende des 19. Jahrhunderts          | Wohnhaus, dreigeschossiger Massivbau, zweifarbige Werksteinfassade, Ende des 19. Jahrhunderts | BW                             |
| Wohn- und Geschäftshaus                              | Schloßstraße 54 Lage                                          | um 1905                            | dreigeschossiges Wohn- und Geschäftshaus, Jugendstilmotive | BW                             |
| Wohnhaus                                             | Schloßstraße 57 Lage                                          | um 1870                            | spätklassizistischer Putzbau, Stuckdekor, um 1870 | BW                             |
| Wohnhäuser                                           | Schloßstraße 66 Lage                                          | 1907                               | zwei Zeilenwohnhäuser; dreigeschossige Putzbauten, Stuckdekor, bezeichnet 1907 | BW                             |
| Stadthalle                                           | Schloßstraße 69 Lage                                          | 1825                               | ehemaliges Kasino; repräsentativer klassizistischer Bau, 1825, Architekt Ferdinand Nebel, Koblenz | BW                             |
| Wohnhaus                                             | Schloßstraße 73 Lage                                          |                                    | stattliches Eckwohnhaus | BW                             |
| Wohnhaus                                             | Schmandstraße 8 Lage                                          | 1672                               | Fachwerkhaus, bezeichnet 1672 | BW                             |
| Wohnhaus                                             | Schmandstraße 9 Lage                                          | 1843                               | Fachwerkhaus, angeblich von 1843 | BW                             |
| Kriegerdenkmal                                       | Sohler Weg, auf dem Heddesdorfer Friedhof Lage                | 1886                               | Kriegerdenkmal 1870/71, bezeichnet 1886 | Fotos hochladen                |
| Wohnhaus                                             | Sonnenstraße 12 Lage                                          | um 1920                            | villenartiges Wohnhaus, um 1920 | BW                             |
| Wohnhaus                                             | Unterdorf 6 Lage                                              | 18. Jahrhundert                    | Fachwerkhaus, teilweise massiv, 18. Jahrhundert | BW                             |
| Wohnhaus                                             | Unterdorf 7 Lage                                              | 18. Jahrhundert                    | Wohnhaus, teilweise verputzt, eingeschossiger Fachwerkanbau unter Pultdach, 18. Jahrhundert; Gesamtanlage mit Fachwerkscheune und Hoffläche | BW                             |
| Wohnhaus                                             | Unterdorf 9 Lage                                              | 18. Jahrhundert                    | stattliches Fachwerkhaus, teilweise massiv, Querbau, 18. Jahrhundert | BW                             |
| Wohnhaus                                             | Unterdorf 19 Lage                                             |                                    | Fachwerkhaus, teilweise massiv | BW                             |
| Unterführung                                         | Wilhelm-Leuschner-Straße Lage                                 | um 1910                            | Unterführung, um 1910 | Fotos hochladen                |
| Kreisverwaltung                                      | Wilhelm-Leuschner-Straße 9 Lage                               | 1906                               | ehemaliges Kreisständehaus; stattlicher langgestreckter Bau, Quadermauerwerk, Neurenaissance, bezeichnet 1906 | BW                             |
| Wohnhaus                                             | Wilhelm-Leuschner-Straße 20/22 Lage                           | um 1920                            | Wohnblock; dreigeschossiger neuklassizistischer Putzbau, um 1920 | BW                             |
| Wohnhaus                                             | Wilhelmstraße 63 Lage                                         | um 1900/05                         | dreigeschossiger gotisierender Putzbau, um 1900/05 | BW                             |
| Kriegerdenkmal                                       | Wilhelmstraße, Ecke Langendorfer Straße Lage                  | 1877                               | Kriegerdenkmal 1870/71, bezeichnet 1877 | Fotos hochladen                |

## Bodendenkmäler
Als Teil des UNESCO-Weltkulturerbes Obergermanisch-Raetischer Limes befinden sich in Heddesdorf die überbauten Reste des ehemaligen Kastells Heddesdorf.

## Ehemalige Kulturdenkmäler
| Bezeichnung | Lage                           | Baujahr                  | Beschreibung                                                                                         | Bild |
| ----------- | ------------------------------ | ------------------------ | --- | ---- |
| Wohnhaus    | Peter-Siemeister-Straße 3 Lage | 16. oder 17. Jahrhundert | Fachwerkhaus, teilweise massiv und verputzt, 16. oder 17. Jahrhundert (?); aus Denkmalliste gelöscht | BW   |